# Night of Suicide
Night of Suicide ist eine 2005 gegründete Funeral-Doom-Band.

## Geschichte
Der Multiinstrumentalist Markus Heinonen gründete Night of Suicide gemeinsam mit dem Sänger Ben de Graaff als finnisch-niederländische Band. Die Musiker tauschten sich mittels des Internets über Ideen aus und arbeiteten räumlich voneinander getrennt an ihren Veröffentlichungen. Ihr Debüt What I Have to Hide … erschien 2006 im Selbstverlag. Weitere Veröffentlichungen folgten über Satanarsa Records Unanswered 2006, über Solitude Productions Desire 2011 und über Saarni Records Broken 2017.
Insbesondere das 2011 erschienene Desire erlangte aus der Kooperation mit Solitude Productions internationale Rezeption. Das Album wurde unter anderem für das niederländische Zware Metalen das deutsche Metal.de und britische Doom-Metal.com besprochen. 
Desire sei „keine schlechte Scheibe“ hieß es für Biotechpunk.de. Laurent Lignon schrieb für Doom-Metal.com, es handele sich um „ein gutes Funeral-Doom-Album, mit genügend eigenen Ideen um ein echtes Hörvergnügen zu sein.“ Ähnlich die Beschreibung für Metal.de als „genau das Album, das man von einer melodisch ausgerichteten Funeral-Doom-Band erwarten kann“. Für Metalstorm hieß es, dass Night of Suicide sich mit diesem Album zunehmend zu einer Konsens-Empfehlung entwickele. Jan Hendriksen nannte es für Zware Metalen ein „solides Album ohne allzu viel Aufhebens“ von „erkennbar hoher Qualität“. Für Metalitalia wurde das Album als „nicht ungewöhnlich, aber […] positiv beeindruck[end]“ gelobt.
Die in der Regel online miteinander arbeitende Band trat indes nur selten Live in Erscheinung. Ihren ersten Auftritt absolvierte Night of Suicide am 19. März 2011 in Helsinki. Im November des gleichen Jahres trat die Band während der zehnten Dutch Doom Days in Rotterdam auf. Im Jahr 2017 folgten zwei Auftritte in Finnland im Vorprogramm von Skepticism.

## Stil
Die von Night of Suicide gespielte Musik gilt als melodischer Funeral Doom, mit einer Stilvariante die jener von Shape of Despair und Colosseum entspricht. Weitere Vergleiche werden zu Doom:VS, My Dying Bride und Anathema angestellt. Die Musik wird als puristisch tituliert. Eine ausgeprägte Betonung des Keyboardspiels und besonders tiefes Growling gepaart mit einer in den Hintergrund gemischten Leadgitarre prägen diesen puristischen Funeral-Doom-Klang. Dieses Grundgerüst wird durch Gitarrensoli, Akustikpassagen und den Ausdruck des Gesangs von Ben De Graaf ausreichend Eigenständigkeit zugesprochen.

## Diskografie
- 2006: What I Have to Hide … (Album, Selbstverlag, 2013: GS Productions)
- 2008: Unanswered (Album, Satanarsa Records)
- 2011: Desire (Album, Solitude Productions)
- 2017: Broken (Album, Saarni Records)